# آرلینگتون هایتز (ایلینوی)
آرلینگتون هایتز (به انگلیسی: Arlington Heights) یک روستا در ایالات متحده آمریکا است که در ایلینوی واقع شده‌است. آرلینگتون هایتز ۴۳٫۰۷ کیلومتر مربع مساحت و ۷۵٬۱۰۱ نفر جمعیت دارد و ۲۱۳٫۳۶ متر بالاتر از سطح دریا واقع شده‌است.